# Spurius conradi
Spurius conradi là một loài bọ cánh cứng trong họ Passalidae. Loài này được Rosmini miêu tả khoa học năm 1902.